# LSM5
LSM5‏ (LSM5 homolog, U6 small nuclear RNA and mRNA degradation associated) هوَ بروتين يُشَفر بواسطة جين LSM5 في الإنسان.